# Afak, Irak
‘Afak (arabiska: عفك) är en distriktshuvudort i Irak.   Den ligger i distriktet Afaq District och provinsen Al-Qadisiyya, i den centrala delen av landet, 160 km sydost om huvudstaden Bagdad. ‘Afak ligger 25 meter över havet och antalet invånare är 21 888.
Terrängen runt ‘Afak är mycket platt. Runt ‘Afak är det ganska tätbefolkat, med 96 invånare per kvadratkilometer. Det finns inga andra samhällen i närheten. Trakten runt ‘Afak består till största delen av jordbruksmark.